# Ayabaca
Ayabaca es una ciudad peruana capital del distrito y de la provincia homónimos en el departamento de Piura. Está situado a unos 229 km de la ciudad de Piura y al sureste de la ciudad fronteriza de Macará en Ecuador.
La ciudad está situada en los Andes por encima del desierto de Piura a 2.715 m s. n. m. La fiesta del Señor Cautivo atrae a gran cantidad de visitantes que llegan en peregrinación desde varias zonas del norte del país e incluso de Ecuador. En 2017 tenía una población de 5985 hab.

## Etimología
Ayabaca o Ayavaca, se ubica, junto con la provincia de Huancabamba, sobre la cadena occidental de los Andes. Su ciudad capital, Ayabaca, es la más alta del departamento de Piura.

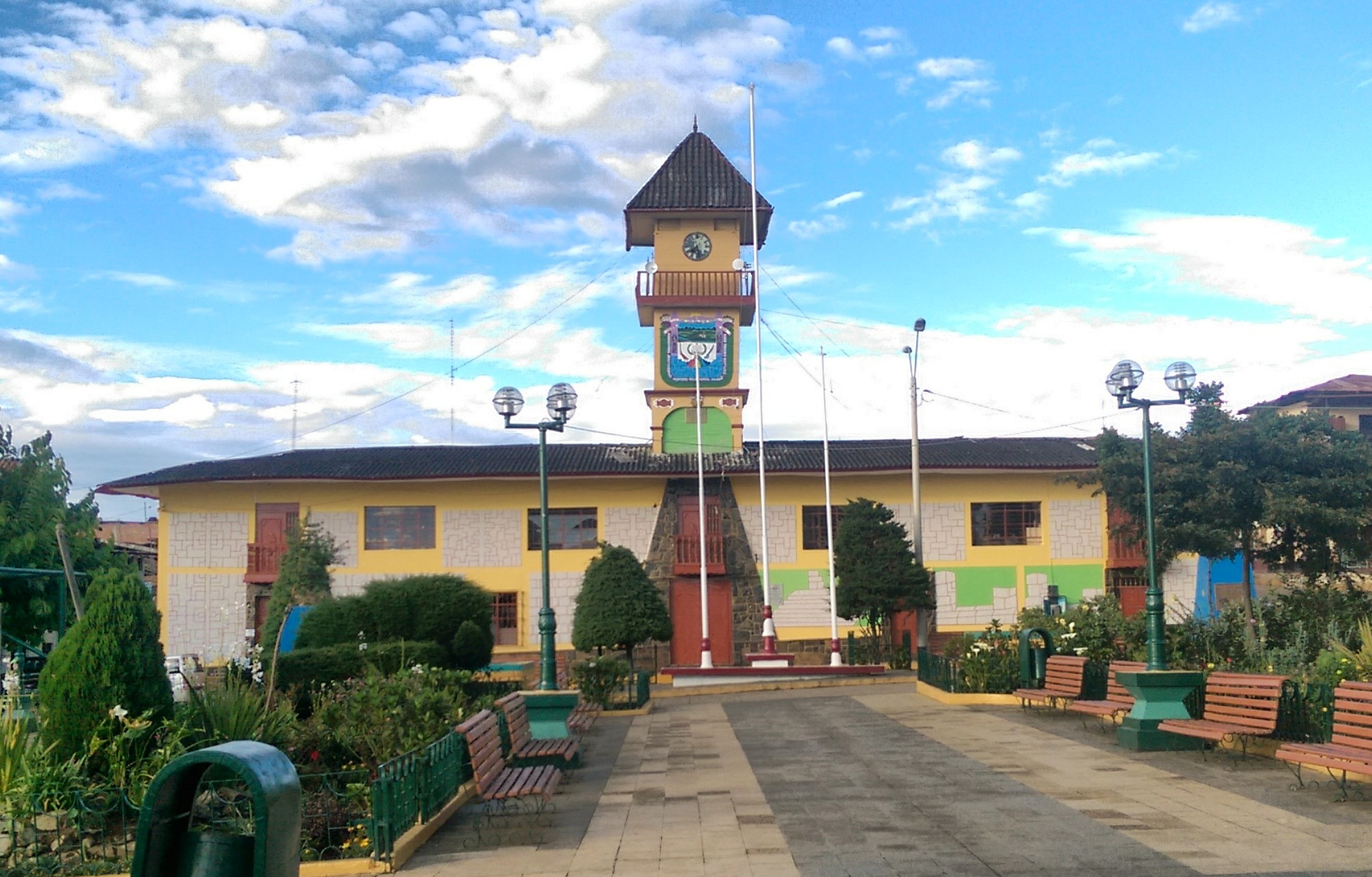
Municipalidad de Ayabaca

El nombre Ayabaca, también escrito como Ayavaca, proviene del quechua, derivándose de dos raíces: aya, que se relaciona con la muerte, pero también con la inmortalidad; y huaca, que designa a los santuarios y lugares sagrados. En algunas monografías locales se ha limitado este sentido al de "sepultura o tumba antigua de muertos", vinculando el nombre al hallazgo de osamentas humanas y restos de armas primitivas cerca de la zona donde los españoles reunieron a la población nativa (en el "Pueblo de Indios de Nuestra Señora del Pilar de Ayavaca" o "Ayavaca Vieja"), bajo la suposición de que esos serían los restos de huestes caídas en feroces combates como respuesta a la actitud expansionista de los Incas.
Para una comprensión más amplia de la posible etimología de "AYA HUACA" o "AYA WAKA", hay que considerar que en quechua, AYA es difunto y ancestro, no solo en el sentido físico del cadáver o la osamenta, sino también en el sentido simbólico y trascendente del alma que abandona el cuerpo, temporalmente durante el sueño y definitivamente al término de la vida, pero que vuelve a circular en los procesos vitales, como en los ciclos del agua, la luz y las estaciones que se mueven junto con la tierra.
Aya es otro nombre del espíritu o la energía universal de la Pachamama. Por eso, la palabra quechua AYA también designa el color rojo pálido o amarillento del amanecer y del crepúsculo y la palidez de los recién nacidos y los moribundos, mientras que HUACA es el nombre de respeto que reciben los lugares y las cosas sagradas.
En ese sentido, el antiguo santuario de Ayahuaca o Ayawaka, ubicado en el extremo occidental de la cordillera de los Andes, en los últimos parajes cordilleranos donde se oculta o “muere” el sol, y al mismo tiempo, en la zona geográfica donde nacen todos los ríos y fuentes de agua de la región, vendría a ser la Morada de los Ancestros o el Santuario de la Muerte, pero también de la Inmortalidad, del cambio y transformación de la vida.

## Clima
| Parámetros climáticos promedio de Ayabaca (territorios entre 2500 - 3000 m s. n. m.). | Parámetros climáticos promedio de Ayabaca (territorios entre 2500 - 3000 m s. n. m.). | Parámetros climáticos promedio de Ayabaca (territorios entre 2500 - 3000 m s. n. m.). | Parámetros climáticos promedio de Ayabaca (territorios entre 2500 - 3000 m s. n. m.). | Parámetros climáticos promedio de Ayabaca (territorios entre 2500 - 3000 m s. n. m.). | Parámetros climáticos promedio de Ayabaca (territorios entre 2500 - 3000 m s. n. m.). | Parámetros climáticos promedio de Ayabaca (territorios entre 2500 - 3000 m s. n. m.). | Parámetros climáticos promedio de Ayabaca (territorios entre 2500 - 3000 m s. n. m.). | Parámetros climáticos promedio de Ayabaca (territorios entre 2500 - 3000 m s. n. m.). | Parámetros climáticos promedio de Ayabaca (territorios entre 2500 - 3000 m s. n. m.). | Parámetros climáticos promedio de Ayabaca (territorios entre 2500 - 3000 m s. n. m.). | Parámetros climáticos promedio de Ayabaca (territorios entre 2500 - 3000 m s. n. m.). | Parámetros climáticos promedio de Ayabaca (territorios entre 2500 - 3000 m s. n. m.). | Parámetros climáticos promedio de Ayabaca (territorios entre 2500 - 3000 m s. n. m.). |
| Mes                                                                                   | Ene.                                                                                  | Feb.                                                                                  | Mar.                                                                                  | Abr.                                                                                  | May.                                                                                  | Jun.                                                                                  | Jul.                                                                                  | Ago.                                                                                  | Sep.                                                                                  | Oct.                                                                                  | Nov.                                                                                  | Dic.                                                                                  | Anual                                                                                 |
| ------------------------------------------------------------------------------------- | ------------------------------------------------------------------------------------- | ------------------------------------------------------------------------------------- | ------------------------------------------------------------------------------------- | ------------------------------------------------------------------------------------- | ------------------------------------------------------------------------------------- | ------------------------------------------------------------------------------------- | ------------------------------------------------------------------------------------- | ------------------------------------------------------------------------------------- | ------------------------------------------------------------------------------------- | ------------------------------------------------------------------------------------- | ------------------------------------------------------------------------------------- | ------------------------------------------------------------------------------------- | ------------------------------------------------------------------------------------- |
| Temp. máx. media (°C)                                                                 | 29.5                                                                                  | 30.5                                                                                  | 30.5                                                                                  | 29                                                                                    | 26                                                                                    | 25                                                                                    | 24                                                                                    | 24                                                                                    | 24                                                                                    | 25                                                                                    | 25.5                                                                                  | 28                                                                                    | 26.8                                                                                  |
| Temp. media (°C)                                                                      | 14.6                                                                                  | 14.7                                                                                  | 14.7                                                                                  | 14.8                                                                                  | 14.7                                                                                  | 14.7                                                                                  | 14.3                                                                                  | 14.5                                                                                  | 14.6                                                                                  | 14.7                                                                                  | 14.7                                                                                  | 14.7                                                                                  | 14.6                                                                                  |
| Temp. mín. media (°C)                                                                 | 20                                                                                    | 22                                                                                    | 21                                                                                    | 20                                                                                    | 18                                                                                    | 17                                                                                    | 16                                                                                    | 16                                                                                    | 16                                                                                    | 17                                                                                    | 17.5                                                                                  | 19                                                                                    | 18.3                                                                                  |
| Fuente n.º 1: Accuweather                                                             |                                                                                       |                                                                                       |                                                                                       |                                                                                       |                                                                                       |                                                                                       |                                                                                       |                                                                                       |                                                                                       |                                                                                       |                                                                                       |                                                                                       |                                                                                       |
| Fuente n.º 2: climate-data.org                                                        |                                                                                       |                                                                                       |                                                                                       |                                                                                       |                                                                                       |                                                                                       |                                                                                       |                                                                                       |                                                                                       |                                                                                       |                                                                                       |                                                                                       |                                                                                       |

## Lugares de interés
- Iglesia de Nuestra Señora del Pilar
- Aypate
- Aguas Medicinales De Chocan
- Bosque De Cerro Negro
- Bosque de Cuyas: Ubicado a 5 km al noroeste de la ciudad de Ayabaca en la parte occidental de la pendiente del cerro Chacas se encuentra un bosque montano que alberga orquídeas y 130 especies de aves.[4]
- Centro Arqueológico Olleros Ahuaico.
- Cerro Balcón
- Cerro Campanario
- Cerro Granadillo
- Cerro Yantuma
- Complejo Arqueológico San Bartolo De Los Olleros
- Laguna Prieta
- Laguna San Antonio
- Laguna Tapal
- Lagunas Arreviatadas
- Museo Arqueológico Hijos Del Sol
- Petroglifos De Samanga
- Pueblo Tradicional De Ayabaca
- Río Quiroz
- Catartas del cerro yantuma
- Catarata El chiro-lagunas de canly-Aypate
- Centro poblado de Socchabamba/elaboración del dulce "Bocadillo"
- Cruz de Palo Blanco-Ayabaca

## Cultura
- El Pacasito

## Festividad
Cada 13 de octubre se celebra la fiesta del Señor Cautivo. La celebración fue declarada Patrimonio Cultural de la Nación en el 2013.